# Didissandra
Didissandra es un género de plantas  perteneciente a la familia Gesneriaceae. Es originario del sureste de Asia donde se distribuye por  China, Indonesia, Malasia, Tailandia y Vietnam. Comprende 17 especies descritas y de estas, solo 5 aceptadas.

## Descripción
Son plantas perennes,  herbáceas leñosas. Con tallo erecto, decumbente, ascendente o rastreros. Las hojas ternadas, pecioladas, lámina ovada. Las inflorescencias en cimas pedunculadas. Corola de color blanco, eventualmente con ráfagas violetas o púrpuras. El fruto es una cápsula cilíndrica. Tiene un número de cromosomas de : 2n = 20 [D. frutescens).

## Taxonomía
El género fue descrito por Charles Baron Clarke y publicado en Monographiae Phanerogamarum 5: 65. 1883.

## Etimología
Didissandra: nombre genérico que deriva de las palabras griegas δι, di, δις, dis = "dos, doble",y ̣άνδρος, andros =hombre, macho (parte masculina de la flor, androceo), refiriéndose a la presencia de 4 estambres.

## Especies aceptadas
A continuación se brinda un listado de las especies del género Didissandra aceptadas hasta abril de 2014, ordenadas alfabéticamente. Para cada una se indica el nombre binomial seguido del autor, abreviado según las convenciones y usos.
- Didissandra anisanthera B.L.Burtt
- Didissandra brachycarpa A.Weber & B.L.Burtt
- Didissandra elongata (Jack) C.B.Clarke
- Didissandra frutescens (Jack) C.B.Clarke
- Didissandra kiewii Kiew
- Didissandra sprengelii C.B.Clarke
- Didissandra ternata (Miq.) A.Weber & B.L.Burtt
- Didissandra triflora C.B.Clarke
- Didissandra wildeana A.Weber & B.L.Burtt